# Kali (logiciel)
Pour les articles homonymes, voir Kali (homonymie).
Kali est un logiciel pour permettre de jouer à des jeux compatible  IPX sur des réseaux TCP/IP comme Internet par l'encapsulation du protocole réseau IPX. Kali est distribué sous licence shareware et fonctionne sur MS-DOS et Windows . 
Créée en 1995 par Scott Coleman et Jay Cotton, la version MS-DOS est devenu populaire en permettant de jouer sur Internet à des jeux comme Duke Nukem 3D, Warcraft II ou Command and Conquer,. Les versions plus récentes du programme intègrent également un outil de recherche de serveur pour les jeux compatibles TCP/IP.